# Glenfield (Pensilvania)
Glenfield es un borough ubicado en el condado de Allegheny, Pensilvania, Estados Unidos. Según el censo de 2020, tiene una población de 212 habitantes.

## Geografía
La localidad está ubicada en las coordenadas 40°31′21″N 80°8′26″O / 40.52250, -80.14056 (40.522438, -80.14062).

## Demografía
Según la Oficina del Censo, en 2000 los ingresos medios por hogar en la localidad eran de $38 750 y los ingresos medios por familia eran $43 250. Los hombres tenían unos ingresos medios de $37 500 frente a los $23 333 para las mujeres. La renta per cápita para la localidad era de $16 123. Alrededor del 4,8% de la población estaba por debajo del umbral de pobreza.